# Програмна закладка
Програмна закладка — приховано заглиблена в захищену систему програма, або навмисно змінений фрагмент програми, який дозволяє зловмисникові здійснити несанкціонований доступ до ресурсів системи на основі зміни властивостей системи захисту. Закладка може бути заглиблена самим розробником програмного забезпечення.
Часто програмні закладки виконують роль перехоплювачів паролів, трафіку, а також служать в якості провідників для комп'ютерних вірусів. Програмні закладки неможливо виявити за допомогою стандартних антивірусних засобів, їх виявлення можливо тільки спеціальними тестовими програмами. Дані програми доступні в спеціалізованих компаніях, які займаються сертифікацією та стандартизацією комп'ютерного програмного забезпечення.

## Класифікація

### За методом заглиблення
За методом заглиблення в комп'ютерну систему програмні закладки діляться на:
- програмно-апаратні закладки, які асоційовані з апаратними засобами. Їх місцем існування є BIOS ;
- завантажувальні закладки, які асоційовані з програмами початкового завантаження, що розташовуються в завантажувальних секторах жорсткого диска;
- драйверні закладки, які асоційовані з драйверами периферійних пристроїв персонального комп'ютера;
- прикладні закладки, які асоційовані з прикладним програмним забезпеченням ;
- виконувані закладки, які асоційовані з програмними модулями, що містять код програмної закладки;
- закладки-відтворювачі, що відтворюють інтерфейс службових програм, виконання яких передбачає введення конфіденційної інформації;
- замасковані закладки, що маскуються під програми, що дозволяють оптимізувати роботу персонального комп'ютера, комп'ютерні ігри та інші розважальні програми.

### За призначенням
За основними діями деструктивного характеру, які здійснюються за допомогою комп'ютерної системи, закладки діляться на:
- закладки, які здійснюють копіювання користувацької конфіденційної інформації, яка знаходиться в оперативній пам'яті, зовнішній пам'яті системи, або в пам'яті іншої системи, підключеної по локальній або глобальній мережі;
- закладки, які здійснюють зміну алгоритмів функціонування системних, прикладних та службових програм;
- закладки, які здійснюють зміну режимів роботи програмного забезпечення.

## Умови функціонування
Для того, щоб програмна закладка почала функціонувати, тобто здійснювати дії щодо інших комп'ютерних програм або даних, необхідно одночасне дотримання деяких умов, які змушують процесор виконувати команди, що входять в код програмної закладки:
- програмна закладка повинна потрапити в оперативну пам'ять ;
- повинен бути виконаний ряд задіювальних умов, що залежать від типу програмної закладки.

За умовами знаходження в оперативній пам'яті комп'ютера програмні закладки діляться на:
- резидентні закладки, які постійно перебувають в оперативній пам'яті до перезавантаження або завершення роботи комп'ютера;
- нерезидентні закладки, вивантажувані з оперативної пам'яті після закінчення певного часу, або при виконанні певних умов.[5]

## Захист від програмних закладок
Захист від програмних закладок здійснюється в таких випадках:
- захист від заглиблення закладки в систему;
- виявлення заглибленої закладки;
- видалення заглибленої закладки.

### Захист від впровадження закладок
Захист від впровадження програмних закладок в більшості випадків здійснюється шляхом створення ізольованого персонального комп'ютера, захищеного від проникнення програмних закладок ззовні. Для того, щоб вважатися ізольованим, комп'ютер повинен відповідати таким вимогам:
- BIOS не повинен містити програмних закладок;
- встановлена операційна система повинна бути перевірена на наявність програмних закладок;
- повинна бути встановлена незмінність BIOS і операційної системи ;
- на персональному комп'ютері не повинні були запускатися і не запускаються програми, які не пройшли перевірку на наявність в них програмних закладок;
- повинен бути вимкнений запуск перевірених програм поза персональним комп'ютером.

### Виявлення заглиблених закладок
Виявлення заглиблених програмних закладок здійснюється шляхом виявлення ознак їх присутності в системі, які діляться на:
- якісні та візуальні;
- виявлювані засобами діагностики.

До якісних і візуальним відносять ознаки, які можуть бути ідентифіковані користувачем під час роботи з системою. Це можуть бути як відхилення від звичної роботи системи, так і зміни в призначених для користувача і системних файлах. Наявність цих ознак свідчить про необхідність проведення перевірки на наявність програмних закладок в системі.
Ознаки, які виявляються засобами діагностики, ідентифікуються спеціальним тестовим програмним забезпеченням, що сигналізує про наявність шкідливого програмного коду в системі.

### Видалення заглиблених закладок
Метод видалення заглиблених програмних закладок залежить від способу їх заглиблення в систему. При виявленні програмно-апаратної закладки необхідно перепрограмувати ПЗУ комп'ютера. При виявленні завантажувальної, драйверної, прикладної, замаскованої закладки або закладки-відтворювача необхідно провести їх заміну на відповідне ПЗ від довірених джерел. При виявленні виконуваної закладки слід прибрати текст закладки з вихідного тексту програмного модуля і відкомпілювати модуль заново.

## У популярній культурі
- У фільмі «Робокоп» з'ясовується, що один з топменеджерів фірми вніс до програми головного героя (кіборга-поліцейского) програмну закладку «директиву № 4», що несанкціоновано дає йому імунітет від поліційного переслідування.